# メタルサーガ 〜荒野の方舟〜
『メタルサーガ 〜荒野の方舟〜』（メタルサーガ こうやのはこぶね）は、サクセスより2015年12月7日より配信されたスマートフォン、およびタブレット（いずれもiOS、およびAndroid）向けコンピュータRPG。メタルサーガの第5作目に当たり、2014年11月26日に公式発表された。基本プレイは無料だが一部アイテム課金がある。2018年2月28日18時サービス終了。
コミカライズ『メタルサーガ 〜流星の使者〜』が、Dr.イムによる作画で、電撃G'sコミック 2016年11月号 - 2017年1月号（1 - 3話）、ComicWalker 2016年12月15日 - 2017年2月15日（4 - 6話、番外編）に連載された。未単行本化。